# 김채겸
김채겸(金埰謙, 1934년 10월 23일~)은 대한민국의 기업인, 정치인이다. 제14대 국회의원을 지냈다.

## 학력
- 부산상업고등학교
- 서울대학교 경제학과
- 영국 임페리얼 칼리지 런던 대학교 대학원

## 약력
- 경제기획원 재경사무관, 부이사관
- 상공부 중공업 과장
- 쌍용양회공업 대표이사,
- 쌍용그룹 총괄부회장
- 제14대 국회의원(경상남도 울주군)
- 한국산업기술협회장
- 학교법인 국민학원(국민대학교 학교법인) 이사장

## 역대 선거 결과
|  | 39.61% |

|  | 36.24% |